# أيليسفورد (نوفا سكوشا)
أيليسفورد (بالإنجليزية: Aylesford, Nova Scotia) هي قرية تقع في كندا في Kings County. يقدر عدد سكانها بـ 2,408 نسمة وترتفع عن سطح البحر 32 متر.

## أعلام
- جون كاري